# Catcha Lake
Catcha Lake är en sjö i Kanada.   Den ligger i provinsen Nova Scotia, i den östra delen av landet, 1 000 km öster om huvudstaden Ottawa. Catcha Lake ligger 22 meter över havet.